# Monumento a los Escritores de la Independencia
El Monumento a los Escritores de la Independencia, situado en el Parque Forestal de Santiago, la capital de Chile, es un obelisco de mármol que presenta, en cada una de las caras de su pedestal, un medallón de bronce en relieve en homenaje a cuatro escritores de la independencia de Chile: José Miguel Infante, Manuel José Gandarillas, Manuel de Salas y Camilo Henríquez.
Obra del escultor Nicanor Plaza, fue inaugurada en 1873 en la Alameda, pero luego de los desórdenes de octubre de 1905 fue reubicada en el Parque Forestal.